# Copla
Copla, Copla andaluza – hiszpańska muzyka rozrywkowa uprawiana od ok. 1940 roku, którą zapoczątkowali Antonio Quintero, Rafael de León i Manuel Quiroga. Znani wykonawcy to dawniej Imperio Argentina, Manolo Corrales, Estrellita Castro, Concha Piquer, Miguel de Molina, Lola Flores, Marifé de Triana, Rocío Jurado, Juanita Reina, Manolo Escobar, Juanito Valderrama, Antonio Molina, później Bambino, María Jiménez, Carlos Cano, Isabel Pantoja, María del Monte, Martirio, Miguel Poveda, teraz Pasión Vega, Clara Montes, Pastora Soler, Diana Navarro, Concha Buika, La Shica, Joana Jiménez, Montse Delgado, Dolores Vargas.